# Prudnik (gmina)
Prudnik – gmina miejsko-wiejska w województwie opolskim, w powiecie prudnickim. W latach 1975–1998 gmina położona była w województwie opolskim.
Siedziba gminy to Prudnik.
Według danych z 30 czerwca 2024 gminę zamieszkiwało 24 719 osób.

## Geografia

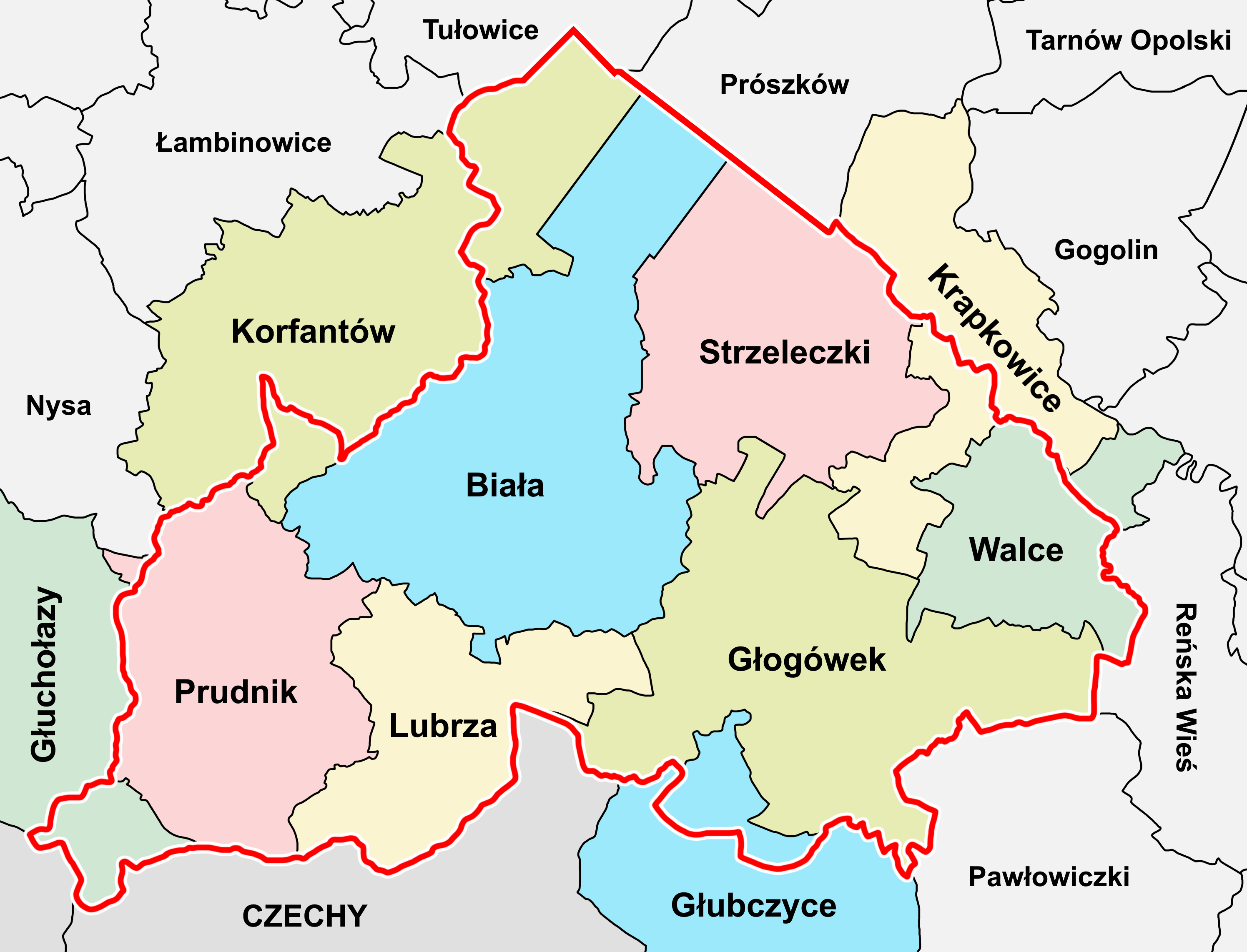
Gmina Prudnik w granicach ziemi prudnickiej

Gmina Prudnik położona jest w południowo-zachodniej Polsce, przy granicy z Czechami, na terenie Gór Opawskich stanowiących pasmo Sudetów Wschodnich, w regionie historycznym zwanym ziemią prudnicką, na Górnym Śląsku. Według podziału fizycznogeograficznego z 2017 dr. Krzysztofa Badory obszar gminy Prudnik znajduje się w granicach mikroregionów: Przedgórza Głuchołasko-Prudnickiego (Przedgórze Paczkowskie), Obniżenia Prudnickiego, Wysoczyzny Bialskiej, Doliny Górnej Ścinawy Niemodlińskiej (Nizina Śląska) i Wzgórz Długockich (Góry Opawskie).
Na zachodzie gmina Prudnik graniczy z gminą Głuchołazy, na północy z gminami: Nysa, Korfantów i Biała, na wschodzie z gminą Lubrza. Od strony południowej sąsiaduje z terytorium Czech.

### Ukształtowanie terenu

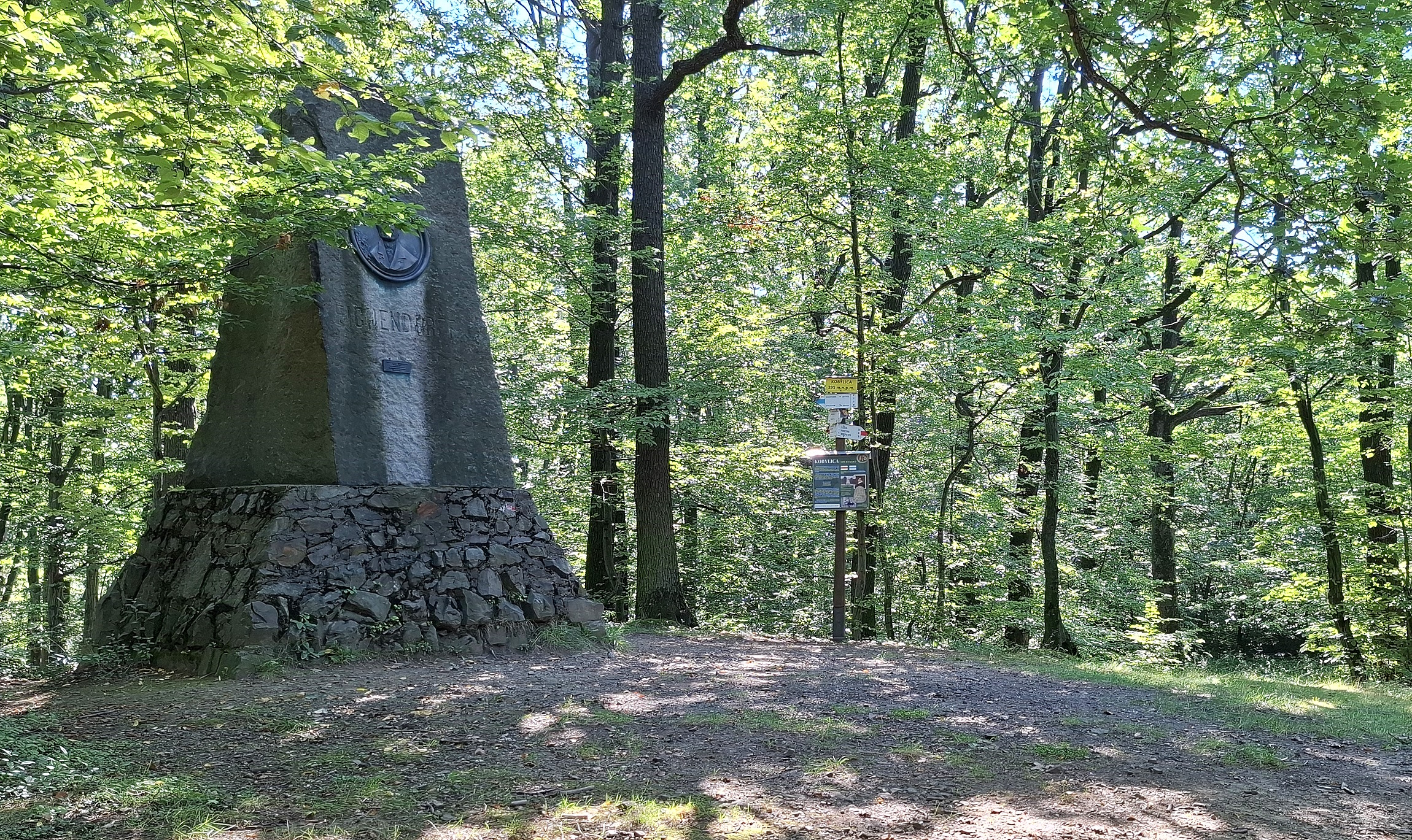
Szczyt Kobylicy

Gmina Prudnik swoim obszarem obejmuje część pasma Gór Opawskich, wchodzących w skład Sudetów Wschodnich. W granicach administracyjnych gminy Prudnik znajdują się następujące wzniesienia:
- góry i szczyty: Długota, Kapliczna Góra, Kobylica, Kozia Góra, Kraska, Młyńska Góra, Okopowa, Zajęcza Kępa, Wróblik
- wzgórza: Czyżykowa Góra, Jakuszowa, Szubieniczna Góra, Trupina, Ziębina

Do 1975 w granicach gminy znajdowała się również najwyższa góra województwa opolskiego – Biskupia Kopa, a także szczyty: Srebrna Kopa, Zamkowa Góra, Szyndzielowa Kopa, Bukowa Góra, Olszak, Jodłowe Wzgórze, Krzyżówka.
Na terytorium gminy położone są także doliny: Dębnicka Dolina i Ziębia Dolina.

### Stosunki wodne

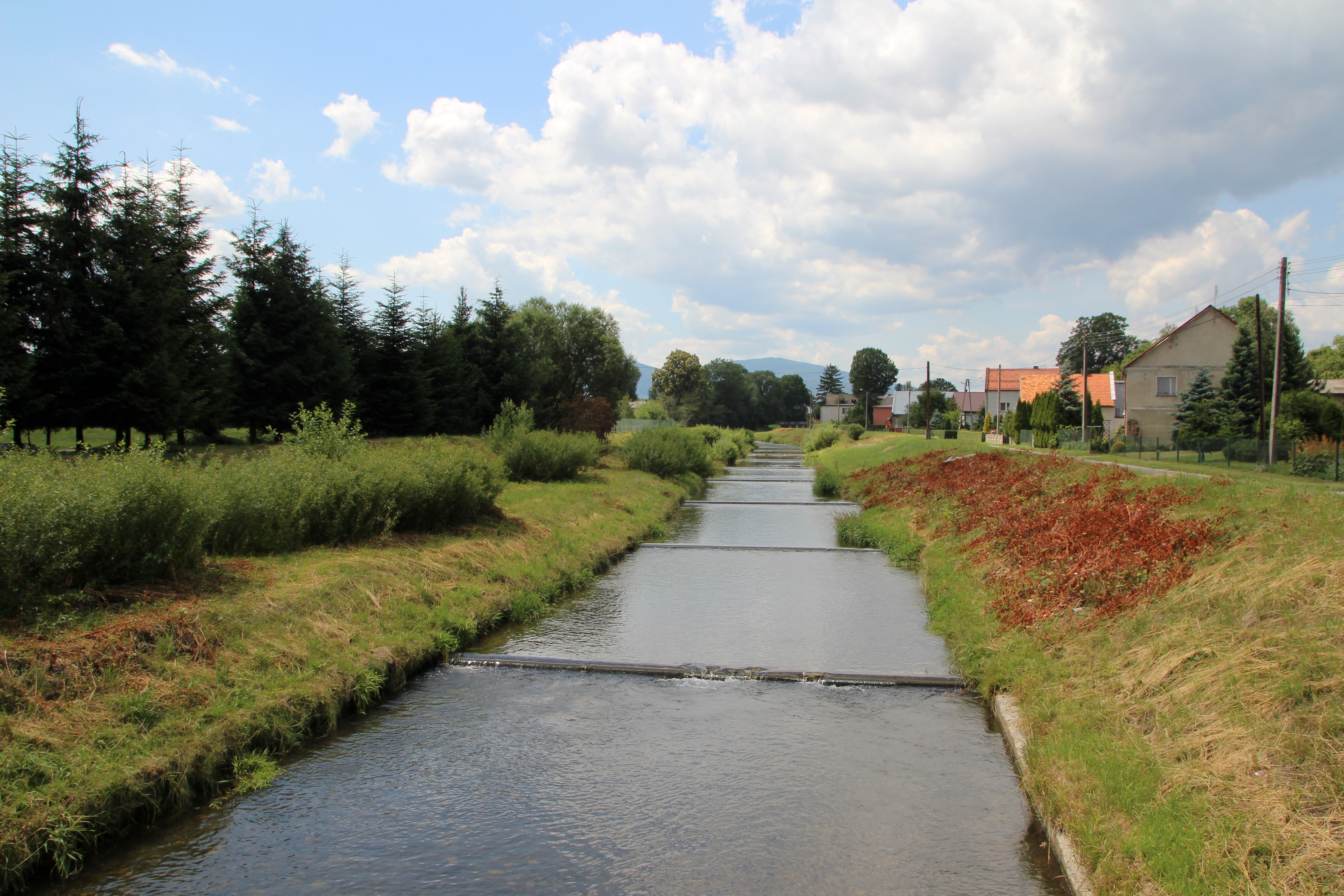
Złoty Potok w Łące Prudnickiej

Przez obszar gminy Prudnik przepływają następujące cieki wodne:
- rzeki: Biała, Prudnik, Ścinawa Niemodlińska, Trzebinka, Złoty Potok
- potoki: Graniczny Potok, Lubrzanka, Meszna, Moszczaniecki, Psiniec, Zamecki Potok
- struga: Potoczyna

Do 1975 w granicach gminy znajdował się Bystry Potok i zbiornik przeciwpowodziowy w Jarnołtówku.

### Pokrycie terenu
Na terytorium gminy Prudnik znajdują się następujące formy pokrycia terenu:
- lasy: Las Niemysłowicki, Las Prudnicki, Pakosz
- łąki: Łąka Prudnicka

### Ochrona przyrody
Południowa część gminy Prudnik należy do obszaru Parku Krajobrazowego Góry Opawskie, który obejmuje północne stoki Gór Opawskich i ich północne przedgórze. Jest to również obszar Specjalnego Obszaru Ochrony Góry Opawskie Natura 2000. W zachodniej części gminy znajduje się leśny rezerwat przyrody Dębniak. W gminie Prudnik znajduje się 10 pomników przyrody. Jej obszar znajduje się w granicach Nadleśnictwa Prudnik.

## Struktura powierzchni
Według danych z roku 2002 gmina Prudnik ma obszar 122,13 km², w tym:
- użytki rolne: 76%
- użytki leśne: 12%

Gmina stanowi 21,38% powierzchni powiatu.

## Historia

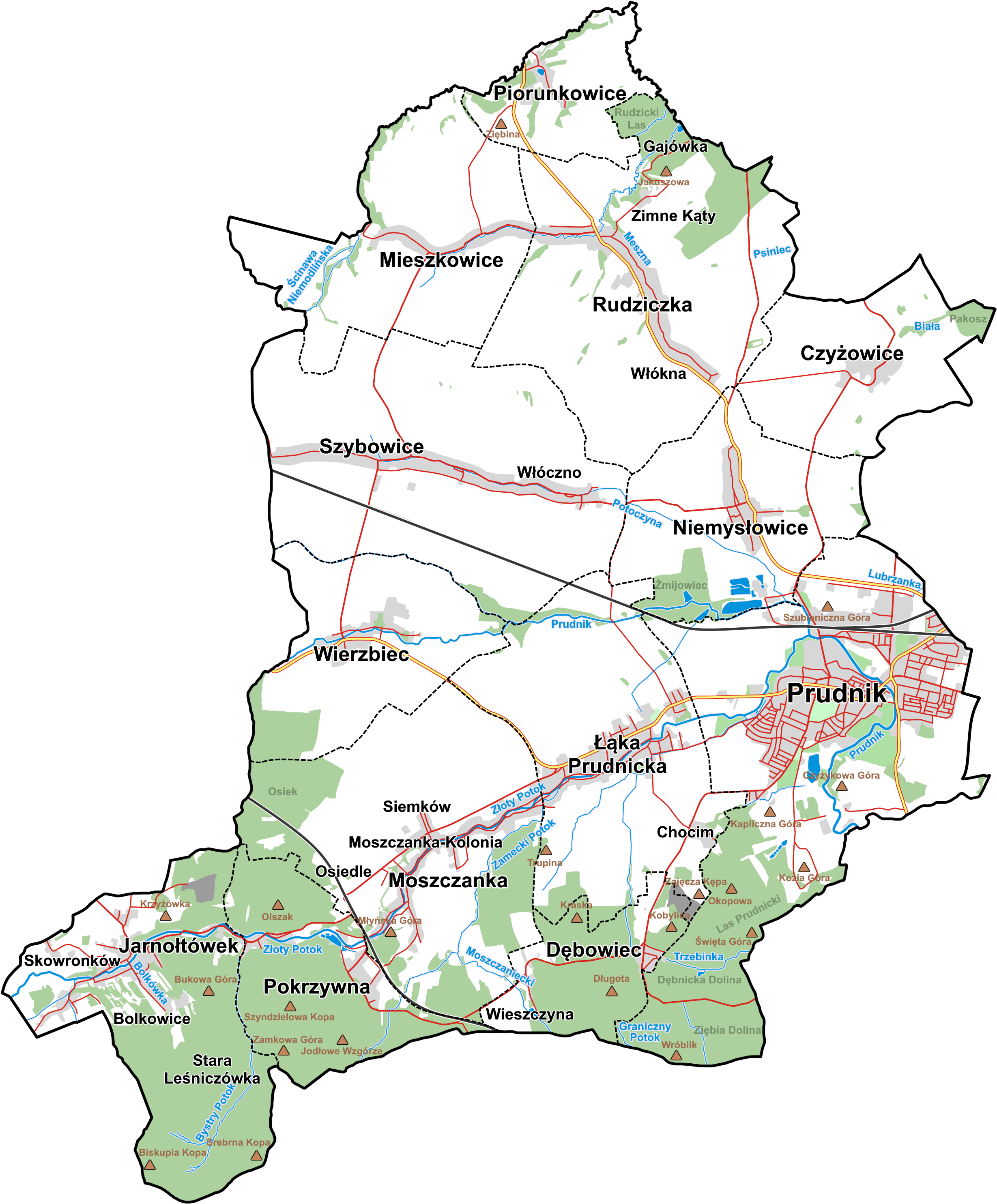
Mapa gminy w latach 1973–1975

Gminę Prudnik utworzono 1 stycznia 1973 w powiecie prudnickim w województwie opolskim. W skład gminy weszły obszary 11 sołectw: Czyżowice, Dębowiec, Jarnołtówek, Łąka Prudnicka, Mieszkowice, Moszczanka, Niemysłowice, Pokrzywna, Rudziczka, Szybowice i Wierzbiec. 1 czerwca 1975 gmina weszła w skład nowo utworzonego (mniejszego) województwa opolskiego. 30 października 1975 obszary sołectw Jarnołtówek i Pokrzywna zostały odłączone od gminy Prudnik i przyłączone do gminy Głuchołazy.

## Demografia

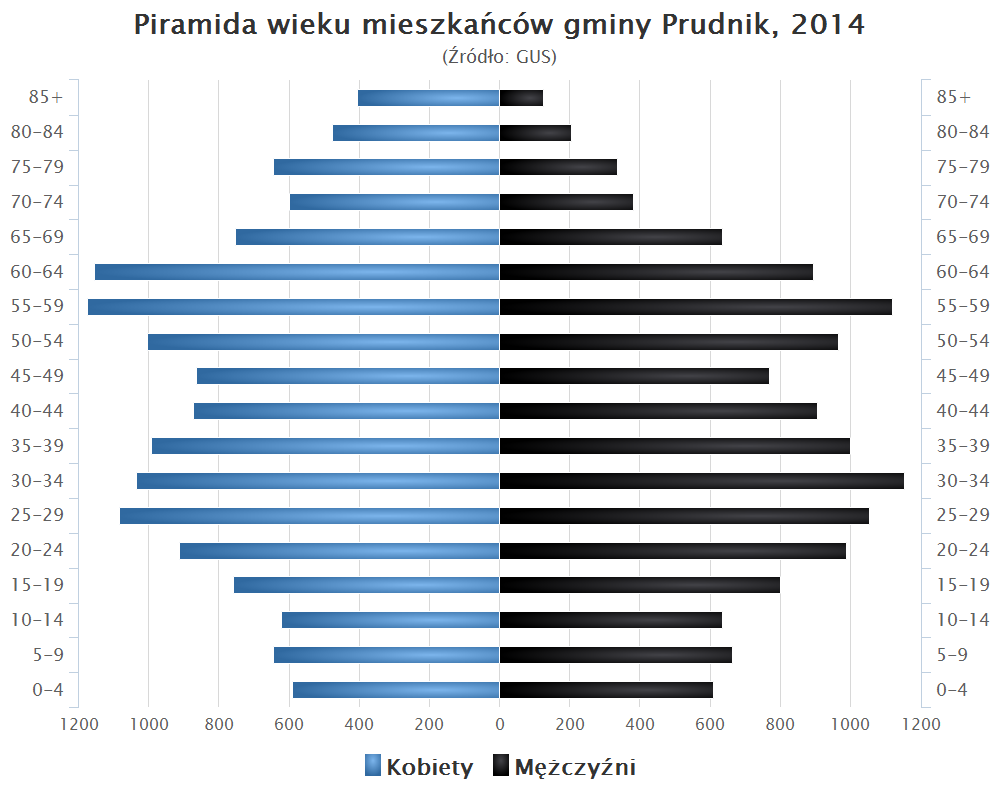
Piramida wieku mieszkańców gminy Prudnik w 2014 roku

Dane z 30 czerwca 2004:
| Opis                              | Ogółem | Ogółem | Kobiety | Kobiety | Mężczyźni | Mężczyźni |
| --------------------------------- | ------ | ------ | ------- | ------- | --------- | --------- |
| jednostka                         | osób   | %      | osób    | %       | osób      | %         |
| populacja                         | 24 719 | 100    | 12 888  | 52,1    | 11 831    | 47,9      |
| gęstość zaludnienia (mieszk./km²) | 202,4  | 202,4  | 105,5   | 105,5   | 96,9      | 96,9      |

## Polityka
Mieszkańcy Prudnika wybierają do Rady Miejskiej 16 radnych (16 z 21). Pozostałych 5 radnych wybierają mieszkańcy terenów wiejskich gminy. Siedzibą władz jest Urząd Miejski w Prudniku przy ul. Kościuszki.

### Burmistrzowie gminy
Jan Roszkowski (1990–1998)
Zenon Kowalczyk (1998–2006)
Franciszek Fejdych (2006–2018)
Grzegorz Zawiślak (od 2018)

### Wybory i referenda
Mieszkańcy miasta Prudnik skłaniają się ku poglądom liberalnym i lewicowym, natomiast obszary wiejskie gminy zdominowane są przez konserwatyzm i prawicę. W referendum w 2003 mieszkańcy gminy Prudnik opowiedzieli się za przystąpieniem Polski do Unii Europejskiej.
W wyborach parlamentarnych do Sejmu w 2005, 2007 i 2011 w gminie wygrała Platforma Obywatelska. W 2015 i 2019 w gminie zwyciężyło Prawo i Sprawiedliwość. W 2023 łącznie większość głosów zdobyły partie: Koalicja Obywatelska, Trzecia Droga, Nowa Lewica.
W wyborach prezydenckich w 2000 mieszkańcy gminy Prudnik opowiedzieli się za Aleksandrem Kwaśniewskim, w 2005 za Lechem Kaczyńskim, w 2010 za Bronisławem Komorowskim, w 2015 i 2020 za Andrzejem Dudą, a w 2025 za Karolem Nawrockim.

## Skład narodowościowy
Według spisu powszechnego z 2002, wśród 30048 mieszkańców gminy, 369 mieszkańców deklarowało narodowość niepolską. Narodowość niemiecką deklarowały 203 osoby, romską 115 osób, a inną 51 osób.
Według spisu powszechnego z 2021, wśród 25712 mieszkańców gminy, 669 mieszkańców deklarowało narodowość niepolską. Narodowość niemiecką deklarowały 202 osoby, śląską 110 osób, romską 85 osób, angielską 47 osób, irlandzką 37 osób, holenderską 32 osoby, ukraińską 30 osób, norweską 15 osób, włoską 13 osób, amerykańską 12 osób, szwedzką 11 osób, a nieustaloną 6 osób. 25647 osób posługiwało się „w domu” językiem polski, a 878 innymi językami, w tym: 443 angielskim, 220 niemieckim, 61 romskim, 40 niderlandzkim, 32 śląskim, 21 włoskim, 19 rosyjskim, 19 szwedzkim, 19 ukraińskim, 16 francuskim, 14 norweskim, 11 hiszpańskim, a 15 nieustalonym.

## Sołectwa
W granicach administracyjnych gminy znajdują się:
- 10 sołectw: Czyżowice, Dębowiec, Łąka Prudnicka, Mieszkowice, Moszczanka, Niemysłowice, Piorunkowice, Rudziczka, Szybowice, Wierzbiec
- 2 osady: Chocim, Wieszczyna
- 1 kolonia: Moszczanka-Kolonia
- 7 części wsi: Gajówka, Osiedle, Siemków, Trzebieszów, Włóczno, Włókna, Zimne Kąty
- 8 części miasta: Górka, Jasionowe Wzgórze, Kolonia Karola Miarki, Lipno, Młyn Czyżyka, Osiedle Tysiąclecia, Osiedle Wyszyńskiego, Osiedle Zacisze

## Edukacja
Przedszkola
- Publiczne Przedszkole w Rudziczce

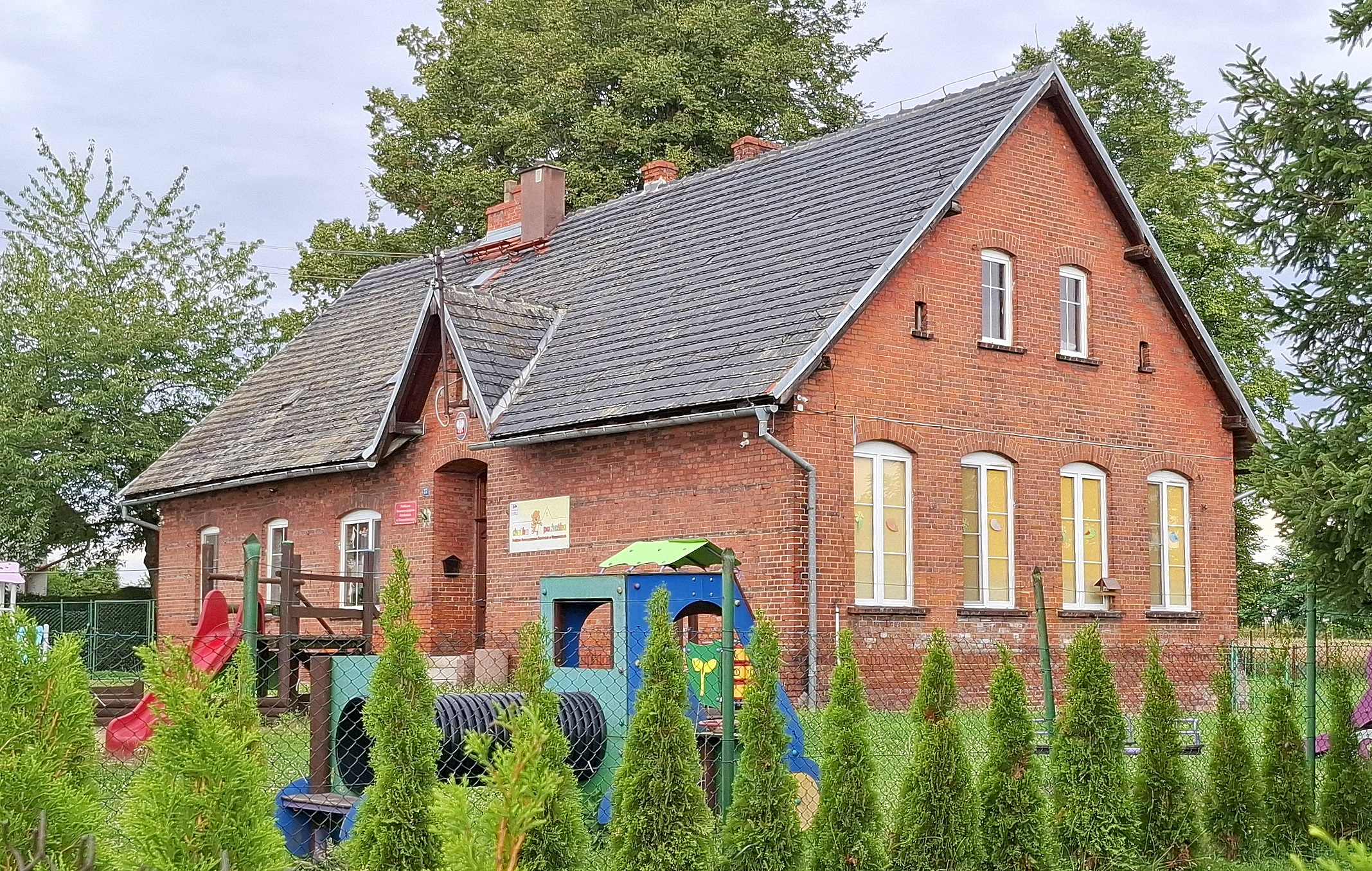
Przedszkole w Niemysłowicach

- Publiczne Przedszkole w Moszczance
- Publiczne Przedszkole „Pod Kasztanem” w Łące Prudnickiej
- Publiczne Przedszkole w Szybowicach
- Publiczne Stowarzyszeniowe Przedszkole „Chatka Puchatka” w Niemysłowicach
- Publiczne Przedszkole w Mieszkowicach
- Publiczne Przedszkole w Czyżowicach

Szkoły podstawowe

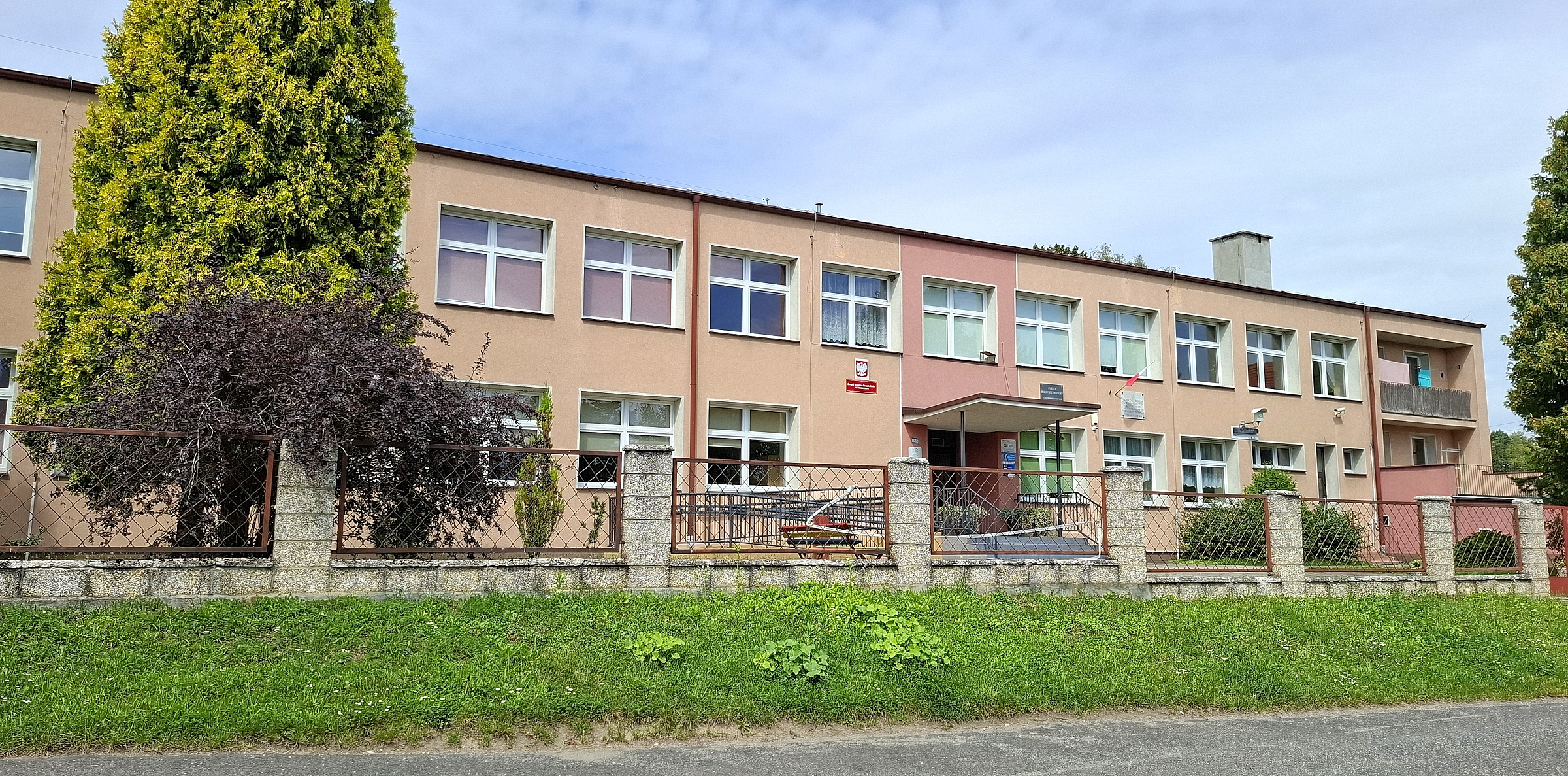
Szkoła Podstawowa w Moszczance

- Publiczna Szkoła Podstawowa im. Haliny Semenowicz w Moszczance
- Publiczna Szkoła Podstawowa im. Przyjaciół Dzieci w Rudziczce
- Publiczna Szkoła Podstawowa im. Orląt Lwowskich w Szybowicach
- Publiczna Szkoła Podstawowa Stowarzyszenia Rozwoju i Promocji Wsi Łąka Prudnicka „Złoty Potok” w Łące Prudnickiej

## Bezpieczeństwo

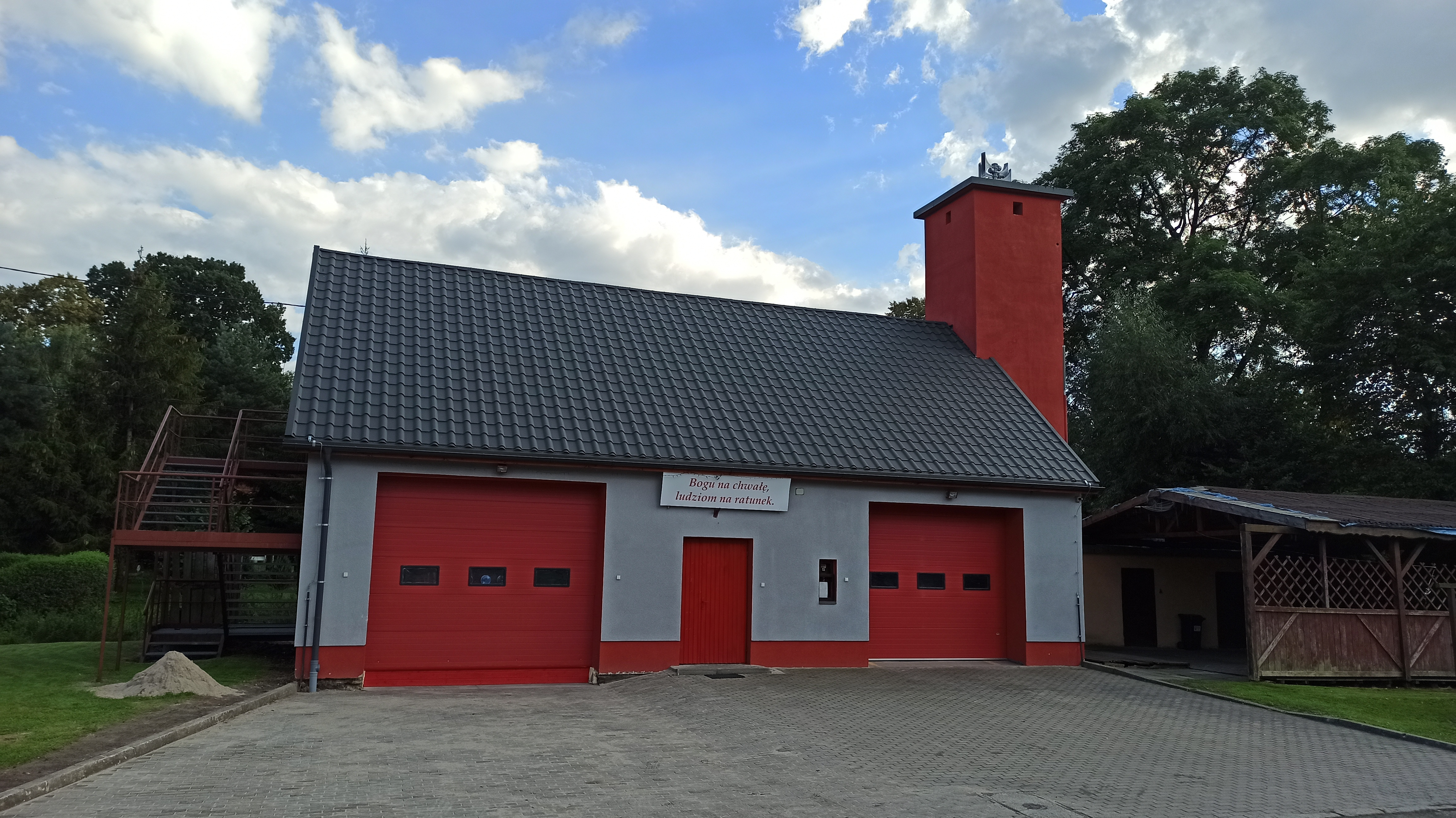
Remiza OSP w Szybowicach

W zakresie ochrony przeciwpożarowej oraz innych miejscowych zagrożeń w Szybowicach, Mieszkowicach, Rudziczce, Moszczance, Piorunkowicach, Wierzbcu, Czyżowicach i Łące Prudnickiej działają jednostki Ochotniczej Straży Pożarnej, zrzeszone w Związku Ochotniczych Straży Pożarnych RP w Prudniku. W Prudniku siedzibę ma Komenda Powiatowa Państwowej Straży Pożarnej.
Gmina położona jest w strefie nadgranicznej w związku z czym Straż Graniczna dysponuje, na tym obszarze, specjalnymi kompetencjami w zakresie bezpieczeństwa. Gminę Prudnik obejmuje zasięgiem służbowym placówka Straży Granicznej w Opolu ze Śląskiego Oddziału SG.

## Sąsiednie gminy
Biała, Głuchołazy, Korfantów, Lubrza, Nysa. Gmina sąsiaduje z Czechami.